# Аліна Панова
Аліна Панова (повне ім'я Аліна Панова-Марасович, при народжені Аліна Ваксман у Києві, Україна ) — українсько-американська художниця по сценічних костюмах та продюсерка.  Продюсерка фільму «Оранжлав».

## Біографія
Панова народилася в Києві в 1961 році. Вона вивчала мистецтво в Державній художній школі Шевченка в Києві та в приватному навчальному закладі (коледжі) Cooper Union у Нью-Йорку, після того як її родина емігрувала до США в 1979 році.

## Кар'єра
У 2006 році Панова випустила свій перший повнометражний фільм «Оранжлав» у ролі продюсера. Режисером став Алан Бадоєв, а в головних ролях знялися Олексій Чадов та Ольга Макеєва. Прем'єра фільму відбулася на Каннському кінофестивалі .

## Сім'я
Аліна Панова вийшла заміж за хорватського композитора Желькома Марасовича . 
Вона живе в Лос-Анджелесі, Каліфорнія.

## Фільмографія[3]
- Епоха невинності (1993)
- Моральні цінності сімейки Адамсів (1993)
- Записки з підпілля (1995)
- Dunston Check In (1996)
- Голий чоловік (1998)
- Вибивала (2000)
- Сексуальне життя (2005)
- На місці (2005)
- Оранжлав (2007)

## Зовнішні посилання
- Офіційний сайт Аліни Панової [Архівовано 26 лютого 2022 у Wayback Machine.]
- Помаранчева любов - фільм [Архівовано 17 червня 2021 у Wayback Machine.]